# 1532 год
1532 (ты́сяча пятьсо́т три́дцать второ́й) год  по юлианскому календарю — високосный год, начинающийся в понедельник. Это 1532 год нашей эры, 2‑й год 4‑го десятилетия XVI века 2‑го тысячелетия, 3‑й год 1530‑х годов. Он закончился 493 года назад.
| Пн | Вт | Ср | Чт | Пт | Сб | Вс |
| 1  | 2  | 3  | 4  | 5  | 6  | 7  |
| 8  | 9  | 10 | 11 | 12 | 13 | 14 |
| 15 | 16 | 17 | 18 | 19 | 20 | 21 |
| 22 | 23 | 24 | 25 | 26 | 27 | 28 |
| 29 | 30 | 31 |    |    |    |    |

| Пн | Вт | Ср | Чт | Пт | Сб | Вс |
|    |    |    | 1  | 2  | 3  | 4  |
| 5  | 6  | 7  | 8  | 9  | 10 | 11 |
| 12 | 13 | 14 | 15 | 16 | 17 | 18 |
| 19 | 20 | 21 | 22 | 23 | 24 | 25 |
| 26 | 27 | 28 | 29 |    |    |    |

| Пн | Вт | Ср | Чт | Пт | Сб | Вс |
|    |    |    |    | 1  | 2  | 3  |
| 4  | 5  | 6  | 7  | 8  | 9  | 10 |
| 11 | 12 | 13 | 14 | 15 | 16 | 17 |
| 18 | 19 | 20 | 21 | 22 | 23 | 24 |
| 25 | 26 | 27 | 28 | 29 | 30 | 31 |

| Пн | Вт | Ср | Чт | Пт | Сб | Вс |
| 1  | 2  | 3  | 4  | 5  | 6  | 7  |
| 8  | 9  | 10 | 11 | 12 | 13 | 14 |
| 15 | 16 | 17 | 18 | 19 | 20 | 21 |
| 22 | 23 | 24 | 25 | 26 | 27 | 28 |
| 29 | 30 |    |    |    |    |    |

| Пн | Вт | Ср | Чт | Пт | Сб | Вс |
|    |    | 1  | 2  | 3  | 4  | 5  |
| 6  | 7  | 8  | 9  | 10 | 11 | 12 |
| 13 | 14 | 15 | 16 | 17 | 18 | 19 |
| 20 | 21 | 22 | 23 | 24 | 25 | 26 |
| 27 | 28 | 29 | 30 | 31 |    |    |

| Пн | Вт | Ср | Чт | Пт | Сб | Вс |
|    |    |    |    |    | 1  | 2  |
| 3  | 4  | 5  | 6  | 7  | 8  | 9  |
| 10 | 11 | 12 | 13 | 14 | 15 | 16 |
| 17 | 18 | 19 | 20 | 21 | 22 | 23 |
| 24 | 25 | 26 | 27 | 28 | 29 | 30 |

| Пн | Вт | Ср | Чт | Пт | Сб | Вс |
| 1  | 2  | 3  | 4  | 5  | 6  | 7  |
| 8  | 9  | 10 | 11 | 12 | 13 | 14 |
| 15 | 16 | 17 | 18 | 19 | 20 | 21 |
| 22 | 23 | 24 | 25 | 26 | 27 | 28 |
| 29 | 30 | 31 |    |    |    |    |

| Пн | Вт | Ср | Чт | Пт | Сб | Вс |
|    |    |    | 1  | 2  | 3  | 4  |
| 5  | 6  | 7  | 8  | 9  | 10 | 11 |
| 12 | 13 | 14 | 15 | 16 | 17 | 18 |
| 19 | 20 | 21 | 22 | 23 | 24 | 25 |
| 26 | 27 | 28 | 29 | 30 | 31 |    |

| Пн | Вт | Ср | Чт | Пт | Сб | Вс |
|    |    |    |    |    |    | 1  |
| 2  | 3  | 4  | 5  | 6  | 7  | 8  |
| 9  | 10 | 11 | 12 | 13 | 14 | 15 |
| 16 | 17 | 18 | 19 | 20 | 21 | 22 |
| 23 | 24 | 25 | 26 | 27 | 28 | 29 |
| 30 |    |    |    |    |    |    |

| Пн | Вт | Ср | Чт | Пт | Сб | Вс |
|    | 1  | 2  | 3  | 4  | 5  | 6  |
| 7  | 8  | 9  | 10 | 11 | 12 | 13 |
| 14 | 15 | 16 | 17 | 18 | 19 | 20 |
| 21 | 22 | 23 | 24 | 25 | 26 | 27 |
| 28 | 29 | 30 | 31 |    |    |    |

| Пн | Вт | Ср | Чт | Пт | Сб | Вс |
|    |    |    |    | 1  | 2  | 3  |
| 4  | 5  | 6  | 7  | 8  | 9  | 10 |
| 11 | 12 | 13 | 14 | 15 | 16 | 17 |
| 18 | 19 | 20 | 21 | 22 | 23 | 24 |
| 25 | 26 | 27 | 28 | 29 | 30 |    |

| Пн | Вт | Ср | Чт | Пт | Сб | Вс |
|    |    |    |    |    |    | 1  |
| 2  | 3  | 4  | 5  | 6  | 7  | 8  |
| 9  | 10 | 11 | 12 | 13 | 14 | 15 |
| 16 | 17 | 18 | 19 | 20 | 21 | 22 |
| 23 | 24 | 25 | 26 | 27 | 28 | 29 |
| 30 | 31 |    |    |    |    |    |

## События
- 1493—1593 — Столетняя хорватско-османская война. Серия вооружённых конфликтов между Королевством Хорватия и Османской империей[1].
- 1507—1622 — Португало-персидская война. Ряд вооружённых конфликтов между колониалистской Португалией и вассальным Ормузом, с одной стороны, и Сефевидской империей, поддерживаемой англичанами, с другой[2].
- 1511—1641 — Малайско-португальская война. Вооружённый конфликт XVI-XVII веков, в котором Малаккский султанат при поддержке империи Мин, Голландской Ост-Индской компании (с 1607) и Джохора безуспешно сопротивлялся Португальской империи, стремившейся захватить Малакку и установить контроль над торговлей между Индией и Китаем[3].
- 1514—1555 — Турецко-персидская война[4].
- 1526—1543 — пять походов турок против Венгрии.
  - Неудачная осада турками Кёсега (Венгрия).
- 1527—1538 — Венгерская гражданская война[5].
- 1529—1536 — Альваро Нуньес Кавеса де Вака (1490—1564 или 1507-59) первым из европейцев пересек Северную Америку с востока на запад (Великие равнины, бассейн Рио-Гранде).
- 1529—1543 — Адало-эфиопская война[6].
- 1530—1533 — крестьянские волнения в Радоушове (Чехия).
- 1530—1535 — племена текрур опустошили всю страну Мали южнее Сенегала.
- 1532—1534 — восстание крестьян-ходов около Домажлице (Чехия).

- 1529—1533 — Австро—турецкая война[7].
- 28 октября — заключён Калезский договор об антитурецком союзе, заключённое после личной встречи королей Генриха VIII и Франциска I в Булони и Кале[8].
- Томас Мор подаёт в отставку.
- Окончательное присоединение Бретани к Франции.
- Восстание страччони (мотальщиков шёлка) в Лукке против французов. 
  - 9—10 апреля — войско патрициев разгромило народное ополчение.
- Крупный поход в Китай монгольских войск во главе с Даян-ханом. Захвачена большая добыча.
- Восстание горожан в Киото, возглавлялось ронинами.
- Писарро захватил в плен тринадцатого правителя инков Атауальпу (1500—1533) и от его имени начал управлять страной. С Атауальпы был взят огромный выкуп.
- В монастырском храме города Шамбери при пожаре пострадала Туринская плащаница.

### Крымское ханство
- 1532—1551 — казанский хан (1521-1524) Сагиб I Гирей  при поддержке турецких войск занял Крымский престол. Его внутренняя политика с этого года основывалась на ужесточении контроля над крымской знатью, насаждался осёдло-землевладельческий уклад на Крымском полуострове (саботировалось знатью): жителям было запрещено вести кочевой образ жизни, развернулось строительство аулов и раздача земель в пользование. Хан препятствовал откачёвке подданных крымских мангытов к ногаям[9].
- Сигизмунд I Старый заключил союз с Крымским ханством против Русского государства (см. 1507, 1512, 1535, 1540, 1542)[10].

## Русское государство
Правление: 1505—1533 — Василий III Иванович
- 17 марта — Василий III принимает в Московском Кремле литовское посольство, прибывшее во главе с Иваном Богуславичем Сапегой для продления русско-литовского перемирия[11].
- Вторая половина года — Василий III  ведёт русско-крымские переговоры о мире, принимает и посылает к Крымскому хану дипломатические миссии[11].
- 03 сентября — Василий III  с семейством и братьями присутствует при освящении митрополитом Даниилом церкви Вознесения в Коломенском[11].
- Середина сентября — в Москву приезжает посол Хозя-Усеин от индийского паши Бабура с предложением заключить договор о любви и братстве и о свободной торговле между странами. Василий III   отпускает посла с почётом, однако договора не заключает, желая иметь таковой лишь с правителем Индии[11].
- 30 октября — Елена Васильевна Глинская рожает великому князю Василию III второго сына — Юрия Васильевича[11].
- 03 ноября — Василий III вместе с братьями присутствует на крестинах сына Юрия Васильевича. Обряд совершает игумен Иосаф Скрипицын и старец Даниил из Переяславля-Залесского[11].
- Набег казанских татар на русские уезды (были разграблены не менее 6 вологодских волостей)[12].
- Пожалованы окольничеством: Морозов Яков Григорьевич, Чулок-Ушатый Василий Иванович[13].
- Пожалованы боярством: Оболенский Иван Фёдорович Овчина-Телепнёв, Сабуров Андрей Васильевич (ум. 1534), Катырев-Ростовский Иван Андреевич, Морозов Василий Григорьевич[13].

### Города и поселения
- 1532—1544 — архитектор Петрок Малый пристроил с севера к столпу храма-колокольни Ивана Великого большой прямоугольный объём звонницы (предполагалось, что это будет Воскресенская церковь). В нижней части был устроен храм Рождества Христова (позднее упразднённой), а в верхней части находилась площадка для колоколов[14].
- 1532/33 — впервые упоминается поместье Ковров (со. г. Ковров), разделённое между тремя братьями[15].

## Начало правления
См.также: Список глав государств в 1532 году

## Наука и искусство
- Посмертная публикация труда Никколо Макиавелли «Государь».

## Родились

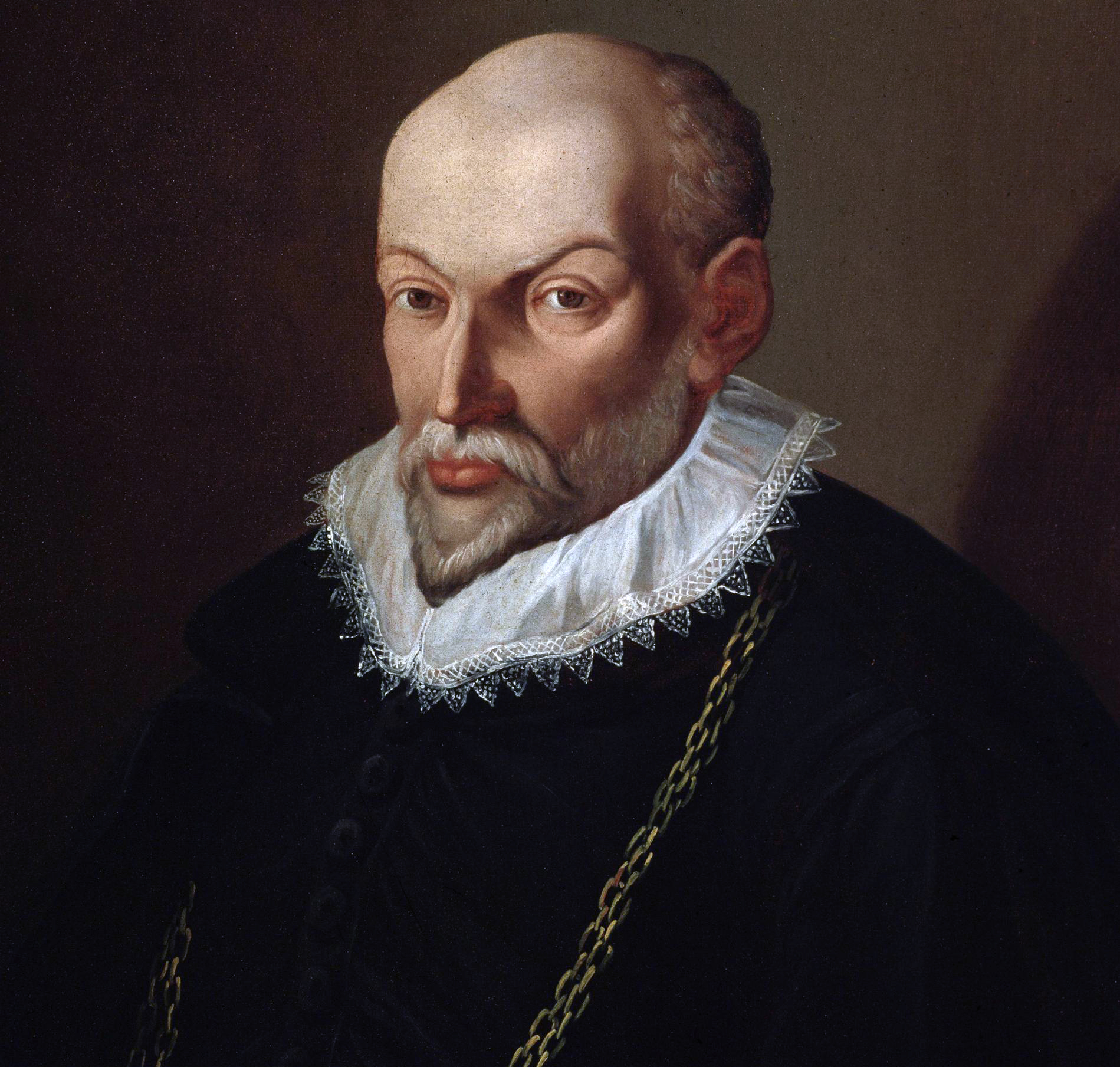
Портрет Орландо ди Лассо

См. также: Категория:Родившиеся в 1532 году
- Ангиссола, Софонисба — итальянская художница, первая известная художница эпохи Ренессанса.
- Дадли, Роберт, граф Лестер — английский государственный деятель эпохи правления королевы Елизаветы I Тюдор, фаворит королевы.
- Лассо, Орландо ди — франко-фламандский композитор.
- Сармьенто де Гамбоа, Педро — испанский исследователь, путешественник, мореплаватель, солдат, писатель, поэт, историк, учёный (астроном, космограф, математик) и гуманист, яркий представитель типа «универсального человека» (лат. homo universale) — идеала эпохи Ренессанса.
- Хокинс, Джон — английский моряк, кораблестроитель, адмирал, администратор, коммерсант, работорговец.

## Скончались

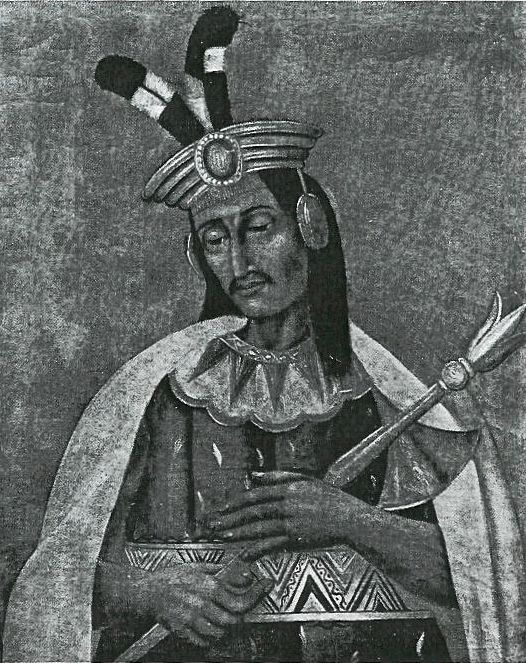
Портрет Уаскара

См. также: Категория:Умершие в 1532 году
- Иоганн Твёрдый — саксонский курфюрст.
- Кирилл Новоезерский — основатель Кирилло-Новоезерского монастыря, святой Русской церкви.
- Луини, Бернардино — североитальянский художник, один из самых известных леонардесков — учеников и эпигонов Леонардо да Винчи.
- Уаскар — двенадцатый правитель Империи Инков, сын Уайна-Капака и по отцу брат Атауальпы
- Касим — хан Астраханского ханства (?—1532)[16].